# Condado de Casa Valencia
El condado de Casa Valencia es un título nobiliario español creado por el rey Carlos IV el 17 de noviembre de 1789 a favor de Francisco de Valencia y Sáenz del Pontón con el vizcondado previo del Pontón. El 19 de mayo de 1884, el rey Alfonso XII concedió la grandeza de España a Emilio Alcalá Galiano y Valencia, IV conde y a sus sucesores.

## Historia de los condes de Casa Valencia
- Francisco de Valencia y Sáenz del Pontón (Popayán, 26 de julio de 1743-Madrid, 17 de julio de 1806), I conde de Casa Valencia,[2] tesorero de la Casa de Moneda de Popayán, caballero de la Orden de Carlos III[1] en 1787, miembro del Consejo Real, oficial segundo de la Secretaría de Estado y del Despacho de Guerra y Hacienda de Indias.[3] Era hijo de Pedro Agustín de Valencia[4] y de Gerónima Rosa Sáenz del Pontón y Hurtado.

Casó, el 1 de marzo de 1767, con María Josefa Codallos y Bernardo de Palacio (Sevilla, 15 de enero de 1746-27 de mayo de 1789). Sucedió su hijo:
- Pedro Felipe de Valencia y Codallos (Madrid, 19 de noviembre de 1767-Bogotá, 5 de octubre de 1816), II conde de Casa Valencia,[2][1] militar, diplomático y consejero de Estado.[5]

Casó, alrededor de 1806, con María Antonia Junco Pimentel y Rosales. Sucedió su hija:
- María Teresa de Valencia y Junco (m. 31 de marzo de 1875), III condesa de Casa Valencia.[2][1]

Casó, el 13 de abril de 1826, con Juan Alcalá Galiano y Bermúdez, miembro del Consejo y Contaduría Mayor. Sucedió su hijo:

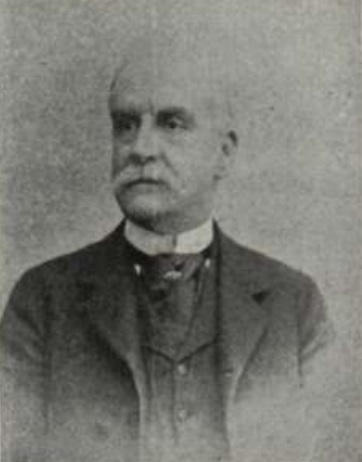
Emilio Alcalá Galiano y Valencia

- Emilio Alcalá Galiano y Valencia (Madrid, 9 de marzo de 1831-San Sebastián, 12 de noviembre de 1914),[6] IV conde de Casa Valencia, grande de España[2][1] y vizconde del Pontón, «que había sido previo del condado de Casa Valencia».[7]

Casó, el 26 de mayo de 1875, con Ana de Osma y Zavala. El 7 de diciembre de 1915 sucedió su hijo:
- Emilio Alcalá-Galiano y Osma (Madrid, 5 de diciembre de 1881-Madrid, 23 de junio de 1962), V conde de Casa Valencia, grande de España,[2][1] III vizconde del Pontón, IV marqués de Castel Bravo y senador.

Sin descendencia, sucedió su hermana el 20 de mayo de 1964:
- María del Consuelo Alcalá-Galiano y Osma (Lisboa, 23 de abril de 1880-Madrid, 26 de febrero de 1978), VI condesa de Casa Valencia, grande de España,[2][1] II condesa de Romilla,[8] V marquesa de Castel Bravo, IV vizcondesa del Pontón, dama de la reina Victoria Eugenia, de la Orden de Malta y de la Real Maestranza de Granada.

Casó en Madrid, el 25 de octubre de 1906, con Jesús María Bernaldo de Quirós y Muñoz, I marqués de Quirós, grande de España, IX de Campo Sagrado, II de la Isabela, X conde de Marcel de Peñalba, II vizconde de la Dehesilla, licenciado en Derecho, diputado a Cortes, caballero de las órdenes militares de Alcántara y Malta, maestrante de Granada y gentilhombre de cámara del rey Alfonso XIII con ejercicio y servidumbre. Sucedió su hijo:
- Luis Bernaldo de Quirós y Alcalá-Galiano (1917-6 de julio de 1996), VII conde de Casa Valencia,[2][1] II marqués de Quirós,[2] dos veces grande de España, III conde de Romilla,[1] X marqués de Campo Sagrado, III marqués de la Isabela, XI conde de Marcel de Peñalba, III vizconde de la Dehesilla y V vizconde del Pontón, caballero de las órdenes militares de Alcántara y San Juan de Jerusalén y maestrante de Granada.

Casó en Madrid, el 2 de junio de 1954 con María del Pilar Álvarez de las Asturias-Bohorques, XVII marquesa de Almenara y X condesa de Torrepalma, hija de José Álvarez de las Asturias-Bohorques y Arteaga (1893-1937), XV marqués de Almenara y VIII conde de Torrepalma, maestrante de Granada, y de María Luisa de Silva y Mitjans, de los duques de Lécera y de Bournonville. El 19 de noviembre de 1986, por cesión, le sucedió su hijo:
- José María Bernaldo de Quirós y Álvarez de las Asturias Bohorques (n. 1959), VIII conde de Casa Valencia, grande de España.[2][1]

Contrajo matrimonio, el 15 de marzo de 1999, con Sonia Porras y Muñoz Costi.